# Metro Jacksonville
Metro Jacksonville es un periódico en línea y blog, fundado por Steve Congro, Dan Herbin, Ennis Davis, Kevin Connor, and Stephen Dare, que presenta noticias y columnistas.